# Agatha Award/Poirot-Preis
Agatha Award: Poirot-Preis
Gewinner des Poirot-Preises (Malice Domestic Poirot Award), der, im Gegensatz zum Ehrenpreis, seit 2003 in Anerkennung an den bedeutenden Beitrag eines Nicht-Autors zum Mystery-Genre vergeben wird. Die Auszeichnung wird unregelmäßig vom Malice Domestic Board of Directors auf der Malice Domestic Conference verliehen. Namensgeber ist Hercule Poirot, eine bekannte Romanfigur der britischen Kriminalschriftstellerin Agatha Christies (1890–1976), nach der die Agatha Awards benannt sind und die der erste Preisträger, der britische Schauspieler David Suchet, in der Fernsehserie Agatha Christie’s Poirot darstellte.
| Jahr | Preisträgerin        | Nationalität              | Beruf                         |
| 2003 | David Suchet         | Großbritannien            | Schauspieler                  |
| 2004 | Ruth Cavin           | USA                       | Lektorin                      |
| 2004 | Thomas Dunne         | USA                       | Verleger                      |
| 2005 | Angela Lansbury      | USA/Großbritannien/Irland | Schauspielerin                |
| 2006 | Douglas G. Greene    | USA                       | Historiker                    |
| 2007 | Preis nicht vergeben | Preis nicht vergeben      | Preis nicht vergeben          |
| 2008 | Linda Landrigan      | USA                       | Lektorin                      |
| 2008 | Janet Hutchings      | USA                       | Lektorin                      |
| 2009 | Kate Stine           | USA                       | Verlegerin                    |
| 2009 | Brian Skupin         | USA                       | Verleger                      |
| 2010 | William Link         | USA                       | TV/Film-Produzent             |
| 2011 | Janet Rudolph        | USA                       | Lektorin                      |
| 2012 | Lee Goldberg         | USA                       | Autor, TV-Produzent           |
| 2013 | Preis nicht vergeben | Preis nicht vergeben      | Preis nicht vergeben          |
| 2014 | Tom Schantz          | USA                       | Verleger The Rue Morgue Press |
| 2015 | Preis nicht vergeben | Preis nicht vergeben      | Preis nicht vergeben          |
| 2016 | Barbara G. Peters    | USA                       | Verlegerin Poisoned Pen Press |
| 2016 | Robert Rosenwald     | USA                       | Verleger Poisoned Pen Press   |
| 2017 | Martin Edwards       | Großbritannien            | Autor                         |
| 2018 | Brenda Blethyn       | Großbritannien            | Schauspielerin                |
| 2019 | Preis nicht vergeben | Preis nicht vergeben      | Preis nicht vergeben          |
| 2020 | Preis nicht vergeben | Preis nicht vergeben      | Preis nicht vergeben          |
| 2021 | Preis nicht vergeben | Preis nicht vergeben      | Preis nicht vergeben          |
| 2022 | Preis nicht vergeben | Preis nicht vergeben      | Preis nicht vergeben          |
| 2023 | Preis nicht vergeben | Preis nicht vergeben      | Preis nicht vergeben          |
| 2024 | Preis nicht vergeben | Preis nicht vergeben      | Preis nicht vergeben          |
| 2025 | Lucy Worsley         | Großbritannien            | Historikerin                  |